# Cassida stigmatica
Cassida stigmatica is een keversoort uit de familie bladkevers (Chrysomelidae). De wetenschappelijke naam van de soort werd in 1844 gepubliceerd door Suffrian.